# Lamiyə Vəliyeva
Lamiyə Vəliyeva (5 de abril de 2002) es una deportista azerbaiyana que compite en atletismo adaptado. Ganó cuatro medallas en los Juegos Paralímpicos de Verano, en los años 2020 y 2024.

## Biografía
Lamiya Valiyeva nació el 5 de abril de 2022. Ella practica deporte desde 2015. Su entrenador personal es Tofig Aliyev y el entrenador de su equipo es Oleq Panyutin. Su primera competición tuvo lugar en noviembre de 2015 en la ciudad de Konya de Turquía. En este torneo obtuvo el primer lugar en la distancia de 100 metros.
Lamiya Valiyeva representó a Azerbaiyán en los Juegos Paralímpicos de Tokio 2020 y ganó una medalla de oro en la prueba de 400 metros y una medalla de plata en la prueba de 100 metros en la categoría T13. Compitió en el Campeonato Mundial de Paratletismo de 2023 y ganó medallas de oro en las pruebas de 100 metros y 400 metros en la categoría T13. Volvió a competir en el Campeonato Mundial de Paratletismo Kobe 2024 y ganó medallas de oro en las pruebas de 100 metros y 400 metros en la categoría T13.
Lamiya Valiyeva fue uno de los abanderados de Azerbaiyán en la ceremonia de apertura de los Juegos Paralímpicos de París 2024. La atleta compitió en la categoría T13, superó la distancia de 100 metros en 11,76 segundos. Ella estableció un nuevo récord mundial y paralímpico.
El 10 de septiembre de 2024, el presidente de Azerbaiyán, Ilham Aliyev, le otorgó la Orden Shohrat por sus destacados logros en los Juegos Paralímpicos de París de 2024 y sus contribuciones al desarrollo de los deportes azerbaiyanos. El decreto del presidente, fechado el mismo día, también le otorgó un premio en efectivo de 200.000 manat por ganar el oro y 100.000 manat por ganar la plata en los Juegos Paralímpicos.

## Palmarés internacional
| Juegos Paralímpicos | Juegos Paralímpicos | Juegos Paralímpicos | Juegos Paralímpicos |
| Año                 | Lugar               | Medalla             | Prueba              |
| ------------------- | ------------------- | ------------------- | ------------------- |
| 2020                | Tokio (Japón)       | Medalla de oro      | 400 m T13           |
| 2020                | Tokio (Japón)       | Medalla de plata    | 100 m T13           |
| 2024                | París (Francia)     | Medalla de oro      | 100 m T13           |
| 2024                | París (Francia)     | Medalla de plata    | 400 m T13           |